# Pheosia desagittalis
Pheosia desagittalis är en fjärilsart som beskrevs av Taco Hajo van Wisselingh 1955. Pheosia desagittalis ingår i släktet Pheosia och familjen tandspinnare. Inga underarter finns listade i Catalogue of Life.